# Lech Gąsiorowski
Lech Marek Gąsiorowski (ur. 1951) – polski samorządowiec, od 1998 do 2000 prezydent Ciechanowa.

## Życiorys
Ukończył studia na Politechnice Warszawskiej. Pracował w służbie zdrowia, m.in. jako zastępca dyrektora szpitala wojewódzkiego w Ciechanowie. W latach 90. był radnym rady miejskiej, przewodniczył komisji gospodarki komunalnej i ochrony środowiska. W październiku 1998 z rekomendacji Akcji Wyborczej Solidarność został powołany na urząd prezydenta Ciechanowa. Utracił to stanowisko w maju 2000 po rozpadzie koalicji w radzie miejskiej.
Później zatrudniony w spółkach komunalnych, m.in. miejskim Przedsiębiorstwie Usług Komunalnych. W 2006 i 2010 bez powodzenia ubiegał się o mandat radnego z listy Platformy Obywatelskiej. W 2014 przez kilka miesięcy był radnym powiatu ciechanowskiego, nie utrzymał go w wyborach samorządowych w tym samym roku. W 2009 został przewodniczącym zarządu Międzygminnego Związku Regionu Ciechanowskiego.